# Kristian Olsen
Kristian „aaju“ Olsen (21. srpna 1942, Arsuk – 19. dubna 2015) byl grónský spisovatel, básník, malíř, překladatel a učitel.

## Životopis
Kristian Olsen byl synem pastora Samuela Putdlaĸ Kristiana Olsena (1921–1987) a jeho manželky Sofie Thory Benditte Hanne Lundové (1917–1998). Prostřednictvím svého otce byl vnukem Gustava Olsena (1878–1950) a pravnukem Rasmuse Berthelsena (1827–1901). Prostřednictvím své matky byl synovcem Miilu Larse Lunda (1929–2015) a bratrancem Agnethe Davidsenové (1947–2007). Dne 3. dubna 1965 se oženil s dánskou pošťačkou Lise Qvistovou (*1945).
Kristian Olsen vyrůstal v Paamiutu, chodil do školy v Nuuku a poté se přestěhoval do Dánska, kde v roce 1964 absolvoval Sorø Akademi. V roce 1968 dokončil Jonstrupův seminář ve Fortunen a v témže roce začal pracovat jako učitel. V roce 1970 se vrátil do Grónska, kde rok učil v Upernaviku. V letech 1971 až 1973 působil jako učitel a zástupce školního inspektora v Nuuku. Poté byl dva roky ředitelem školství a od roku 1975 vysokoškolským inspektorem v Aasiaatu. V roce 1976 se opět přestěhoval do Dánska, kde se stal zástupcem školního inspektora na grónské internátní škole Ellekilde v Tranegilde v Ishøj Sogn, kterou vedl od roku 1982. V letech 1985 až 1989 studoval a získal titul cand.pæd. Poté působil do roku 1997 jako asistent na GUX, Středním grónském gymnáziu v Nuuku, a následně se stal ředitelem Grønlænderhjemmet v Hellerupu.
V roce 1969 napsal Kristian Olsen svou první básnickou antologii Puilasoq pikialaartoq. V roce 1972 se začal věnovat malbě, jejímiž hlavními motivy jsou grónská krajina a příroda, samotní Gróňané a východogrónský šamanismus. Jeho díla byla vystavena ve všech osmi severských zemích, ale zejména v Nuuku. V roce 1973 vytvořil svou první knihu, obrázkovou knihu Mambo. Do grónštiny přeložil mimo jiné básnickou sbírku Sarfartuut Jørna Riela a díla dánského prince Henrika. V roce 2004 byl nominován na Literární cenu Severské rady za básnickou sbírku Oqaatsit nunaat a v roce 2010 za kriminální román Kakiorneqaqatigiit. Přednášel o grónském umění a kultuře. V roce 1985 se stal autorem vánoční známky Grónska a od 25. června 2007 je držitelem stříbrného vyznamenání Nersornaat.
Kristian Olsen strávil svůj důchod v hlavním městě Finska Helsinkách, ale měl také letní sídlo v Nordsjællandu. Zemřel 19. dubna 2015 ve věku 72 let.